# リスニングテスト
リスニングテスト（英語: listening test）は、音声の聞き取りを用いた学力検査（聞き取り能力テスト）のこと。「リスニング」と省略されることも多い。

## 概要
リスニングテストは、英語圏でいわれる「リスニング・コンプリヘンション」（listening comprehension）を指す。入学試験（高校受験・大学受験など）における外国語（特に英語）の試験や、語学の能力試験の一部として実施される。音源はスピーカーやラジカセなど、教室内で一斉に聞かせる目的のものが多いが、大学入試センター試験のように個別のリスニング専用機器を用いる場合もある。また、問題の回答方法は主として記号選択式のものである。
かつて日本では、高校受験や大学受験や実用英語技能検定などで実施される英語の聞き取り能力テストのことをヒアリングテスト（hearing test）と呼んでおり、その名残で現在も混同されることがある。具体的には、実用英語技能検定においては1993年度まで聴解力試験のことを「ヒアリング」と称していたが、1994年度に「リスニング」へ改称され現在に至っている。英語の"hear"は"listen"よりも受動的な意味合いが強いこと、英語圏で"hearing"は「公聴会」「意見聴取」を表すことから、現在の「リスニングテスト」に言い換えられた。また、TOEFLやTOEICなどのテストを実施している米国の非営利団体であるETSにおいても、英語の聴解力テストのことをhearlingではなくlisteningとしている。

## 英語のリスニングテストの現状
TOEICやTOEFLで用いられるほか、高校受験や大学受験でも実施される。大学入試のうち、日本の大学入試センター試験では平成18年度からリスニング問題が導入され、以降大学入学共通テストに変更されてからも実施され続けている。

## 日本語のリスニングテストの現状
日本の場合、母国語である日本語でも行われるが、もっぱら日本語能力試験や日本留学試験など、日本語を母語としない者への実施が多く、日本語母語者向けに入試で実施されるケースは少ない。
2008年現在、日本の高校入試では8つの自治体（青森県、島根県、岡山県、広島県、山口県、佐賀県、鹿児島県、沖縄県）で国語にリスニングテストを取り入れている。「母国語のリスニングはできて当然」として不要とする意見がある一方、国語の授業で聞く力を重視する風潮が強まっていること、また人の話を適切に聞き取れない子供が増えているという学校教育現場の懸念から、1990年以降に導入する自治体が増えてきている。

## その他の言語のリスニングテストの現状
韓国の場合韓国語のリスニングテストが大学修学能力試験の言語領域で実施されている。